# Die, Drôme
Die este o comună în departamentul Drôme din sud-estul Franței. În 2009 avea o populație de 4.357 de locuitori.

## Evoluția populației
| An        | 1975  | 1982  | 1990  | 1999  | 2006  | 2009  |
| --------- | ----- | ----- | ----- | ----- | ----- | ----- |
| Populație | 4.062 | 3.992 | 4.230 | 4.451 | 4.387 | 4.357 |